# Haxtumer Mühle
Die Haxtumer Mühle ist eine Windmühle im Auricher Stadtteil Haxtum.

## Geschichte
Die erste Mühle wurde 1852 als Mahl- und Peldemühle erbaut. Nach einem Blitzschlag im Jahr 1885 brannte diese aber ab. Danach wurde die heutige Mühle als zweistöckiger Galerieholländer mit Steert wieder aufgebaut. Im Jahr 1960 brach die Galerie ab. Die Mühle wurde dann 1963 teilsaniert. Dabei wurden die ursprünglich installierten Segelgatterflügel durch Jalousieflügel ersetzt.
Bei der Renovierung 1987/1988 wurden wieder Segelgatterflügel installiert. Diese lieferten aber zunächst zu wenig Leistung. Das wurde bei der nächsten Renovierung von 2005/2006 korrigiert. Es wurden unter anderem 22 Meter lange Cortenstahlflügel mit Busselheck (dem Flugzeugbau nachempfundenen abgerundete Flügelspitze) und Segeltuchbespannung installiert.
Die Mühlentechnik ist noch komplett vorhanden und funktionsfähig. Es ist jedoch lediglich die Hammermühle in Betrieb, während die mit Wind- oder mit Motorantrieb betriebenen zwei Schrotgänge stillgelegt sind. Das Mahlwerk wird für den angeschlossenen Landhandel benutzt, ist aber jetzt elektrisch betrieben. Die Mühle ist in Privatbesitz und kann nach telefonischer Absprache besichtigt werden.

## Besonderheit
Eine Besonderheit ist der Kreuzversteifungsring aus Flussstahl. Der Ring wurde mit Bügelschrauben am Flügelkranz befestigt.